# Ella Anderson
Ella Anderson, all'anagrafe Ella Aiko Anderson (Ypsilanti, 26 marzo 2005), è un'attrice, cantante e modella statunitense, nota per aver interpretato il ruolo di Piper Hart nella serie Henry Danger di Nickelodeon.

## Biografia
Ella Anderson è nata il 26 marzo 2005 a Ypsilanti, nello stato del Michigan degli Stati Uniti d'America, da madre Rebecca Aiko Anderson e da padre Hans Emile Anderson; ha due fratelli che si chiamano Julian e Gabriel.

## Carriera
Ella Anderson ha iniziato a recitare all'età di cinque anni, quando nel 2011 ha interpretato il ruolo di Hazel nella serie televisiva in onda su Disney Channel A.N.T. Farm - Accademia Nuovi Talenti (A.N.T Farm). Nello stesso anno ha interpretato il ruolo di Jamie nel film Touchback diretto da Don Handfield. Nel medesimo anno ha interpretato il ruolo di Haley nel film televisivo Last Man Standing diretto da Ernest R. Dickerson. L'anno successivo, nel 2012, è apparsa in un episodio della serie televisiva Aiutami Hope! (Raising Hope), nel ruolo di Annie. Nello stesso anno ha interpretato il ruolo di Daughter nel film The Giant Mechanical Man diretto da Lee Kirk. Nel medesimo anno ha ricoperto il ruolo di Nicole Justice nel cortometraggio Family Justice diretto Michael Justice.
Nel 2013 è apparsa nelle serie in onda su Disney Channel Un Blog da Cani (Dog with a Blog), nel ruolo di Darcy Stewart e in Liv e Maddie, nel ruolo di Jenny Peeke. Nello stesso anno ha interpretato il ruolo di Lily Jane nel film Bukowski diretto da James Franco. Nel medesimo anno ha recitato nei film televisivi The Dumb Show diretto da Mike Manasewitsch (in cui ha ricoperto il ruolo di Ella) e in Keep Calm and Karey On diretto da Gail Mancuso (in cui ha ricoperto il ruolo di Sam). Nel 2014 ha interpretato Mitzy nel film televisivo Il FantaParadiso (A Fairly Odd Summer). Nello stesso anno è apparsa nel film The Possession of Michael King diretto da David Jung.
Dal 2014 al 2020 è stata scelta per interpretare il ruolo di Piper Hart, la sorella minore di Henry (interpretato da Jace Norman) nella sitcom Henry Danger. Per la stessa sitcom, rispettivamente nel 2015 e nel 2018, ha doppiato il medesimo personaggio nelle serie animate Henry Danger Motion Comic e ne Le avventure di Kid Danger (The adventures of Kid Danger).
Nel 2014 è apparsa in un episodio della serie Law & Order - Unità vittime speciali (Law and Order: Special Victims Unit). Nel 2015 ha interpretato il ruolo di Bess Trunkman nel film Affare fatto (Unfinished Business) diretto da Ken Scott. Nello stesso anno è apparsa nei film televisivi Nickelodeon's Ultimate Halloween Costume Party diretto da Lauren Quinn e in Superstars Super Christmas (Nickelodeon's Ho Ho Holiday Special) diretto da Jonathan Judge.
Nel 2015 ha doppiato nella serie animata Il Regno dei Cuccioli (Whisker Haven). Nello stesso anno ha interpretato il ruolo di Sally nel cortometraggio Miss Famous diretto da Shadae Lamar Smith. Nel 2016 ha recitato nel film The Boss diretto da Ben Falcone (in cui ha ricoperto il ruolo di Rachel) e in Mother's Day diretto da Garry Marshall (in cui ha ricoperto il ruolo di Vicky). L'anno successivo, nel 2017, ha interpretato il ruolo di Young Jeannette nel film Il castello di vetro (The Glass Castle) diretto da Destin Daniel Cretton. Nello stesso anno ha recitato nei film televisivo Il mitico campo estivo (Nickelodeon's Sizzling Summer Camp Special) e in Not So Valentine's Special, entrambi diretti da Jonathan Judge e nel cortometraggio The Receipt: Lost & Found diretto da Marc Forster.
Nel 2018 è apparsa in un episodio della serie Young Sheldon, nel ruolo di Erica. L'anno successivo, nel 2019, è apparsa in un episodio della serie All That. Nel 2020 ha interpretato il ruolo di Paige Barry nella serie podcast Borrasca. Nel 2022 ha recitato nel cortometraggio The Big Red Bastard diretto da Thomas Horvath. Nel 2024 ha ottenuto il ruolo di Brittany nel film Suncoast diretto da Laura Chinn. Nello stesso anno ha interpretato il ruolo di Kristen nel film James the Second diretto da Max Mini ed ha recitato nel film What She Doesn't Know diretto da Juan Pablo Arias Munoz.

## Filmografia

### Attrice

#### Cinema
- Touchback, regia di Don Handfield (2011)
- The Giant Mechanical Man, regia di Lee Kirk (2012)
- Bukowski, regia di James Franco (2013)
- The Possession of Michael King, regia di David Jung (2014)
- Affare fatto (Unfinished Business), regia di Ken Scott (2015)
- The Boss, regia di Ben Falcone (2016)
- Mother's Day, regia di Garry Marshall (2016)
- Il castello di vetro (The Glass Castle), regia di Destin Daniel Cretton (2017)
- Suncoast, regia di Laura Chinn (2024)
- James the Second, regia di Max Amini (2024)
- What She Doesn't Know, regia di Juan Pablo Arias Munoz (2024)

#### Televisione
- A.N.T. Farm - Accademia Nuovi Talenti (A.N.T. Farm) – serie TV, episodi 2x01-2x08 (2011)
- Last Man Standing, regia di Ernest R. Dickerson – film TV (2011)
- Aiutami Hope! (Raising Hope) – serie TV, episodio 3x09 (2012)
- Un Blog da Cani (Dog with a Blog) – serie TV, episodio 1x22 (2013)
- The Dumb Show, regia di Mike Manasewitsch – film TV (2013)
- Keep Calm and Karey On, regia di Gail Mancuso – film TV (2013)
- Liv e Maddie (Liv and Maddie) – serie TV, episodio 1x10 (2013)
- Il FantaParadiso (A Fairly Odd Summer), regia di Butch Hartman – film TV (2014)
- Henry Danger – serie TV, 128 episodi (2014-2020)
- Law & Order - Unità vittime speciali (Law and Order: Special Victims Unit) – serie TV, episodio 15x19 (2014)
- Nickelodeon's Ultimate Halloween Costume Party, regia di Lauren Quinn – film TV (2015)
- Superstars Super Christmas (Nickelodeon's Ho Ho Holiday), regia di Jonathan Judge – film TV (2015)
- Il mitico campo estivo (Nickelodeon's Sizzling Summer Camp Special), regia di Jonathan Judge – film TV (2017)
- Not So Valentine's Special, regia di Jonathan Judge – film TV (2017)
- Young Sheldon – serie TV, episodio 2x02 (2018)
- All That – serie TV, episodio 11x05 (2019)
- Borrasca – serie podcast, 2 episodi (2020)

#### Cortometraggi
- Family Justice, regia di Michael Justice (2012)
- Miss Famous, regia di Shadae Lamar Smith (2015)
- The Receipt: Lost & Found, regia di Marc Forster (2017)
- The Big Red Bastard, regia di Thomas Horvath (2022)

### Doppiatrice

#### Televisione
- Il Regno dei Cuccioli (Whisker Haven) – serie animata (2015)
- Henry Danger Motion Comic – serie animata (2015)
- Le avventure di Kid Danger (The adventures of Kid Danger) – serie animata (2018)

## Discografia
accreditata come Ella Aiko

### EP
- 2021 – Evolving

### Singoli
- 2020 – Overanalyze
- 2023 – Clumsy
- 2024 – Only One
- 2024 – Puppy Dog

## Doppiatrici italiane
Nelle versioni in italiano dei suoi film e delle sue serie TV, Ella Anderson è stata doppiata da:
- Arianna Vignoli in Liv e Maddie[50], Henry Danger[51], Le avventure di Kid Danger[52]
- Chiara Fabiano in Mother's Day[53], Affare fatto[54]
- Alice Porto in The Boss[55]

## Riconoscimenti
- Nickelodeon Kids' Choice Awards
  - 2020: Candidata come Attrice televisiva preferita per la serie Henry Danger[56]
  - 2021: Candidata come Star televisiva preferita per la serie Henry Danger[57]

- Young Artist Award
  - 2013: Candidata come Miglior interpretazione in una serie televisiva per A.N.T. Farm - Accademia Nuovi Talenti (A.N.T. Farm)[58]